# Alfonso Fernández Mañueco
Alfonso Fernando Fernández Mañueco (Salamanca, 29 de abril de 1965) es un político español, actual presidente de la Junta de Castilla y León desde 2019 y presidente del Partido Popular de Castilla y León desde 2017. Fue alcalde de Salamanca entre 2011 y 2018, y presidente de la Diputación de Salamanca entre 1996 y 2001.

## Biografía
Nacido en Salamanca el 29 de abril de 1965,es hijo de Marcelo Fernández, alcalde de Salamanca entre 1969 y 1971, y de Pilar Mañueco. Es hermano de José María Fernández, que fue presidente en 2011 de la hoy desaparecida Unión Deportiva Salamanca.
Estudió en el colegio Francisco de Vitoria y, más tarde, en el privado Maestro Ávila, ambos en la capital charra. Posteriormente cursó estudios de Derecho en la Universidad de Salamanca, donde en 1985 fundó la primera asociación de estudiantes de Castilla y León, la Asociación de Estudiantes Independientes de la Universidad de Salamanca (AEUS). Más tarde, pues se desconoce la fecha, obtuvo la licenciatura en Derecho y se diplomó por la Escuela de Práctica Jurídica de Salamanca, aunque apenas ejerció la profesión de abogado.
Está casado y es padre de dos hijas.
Durante dos años ejerció como pasante en el despacho de abogados familiar.

## Carrera política

### Carrera política institucional

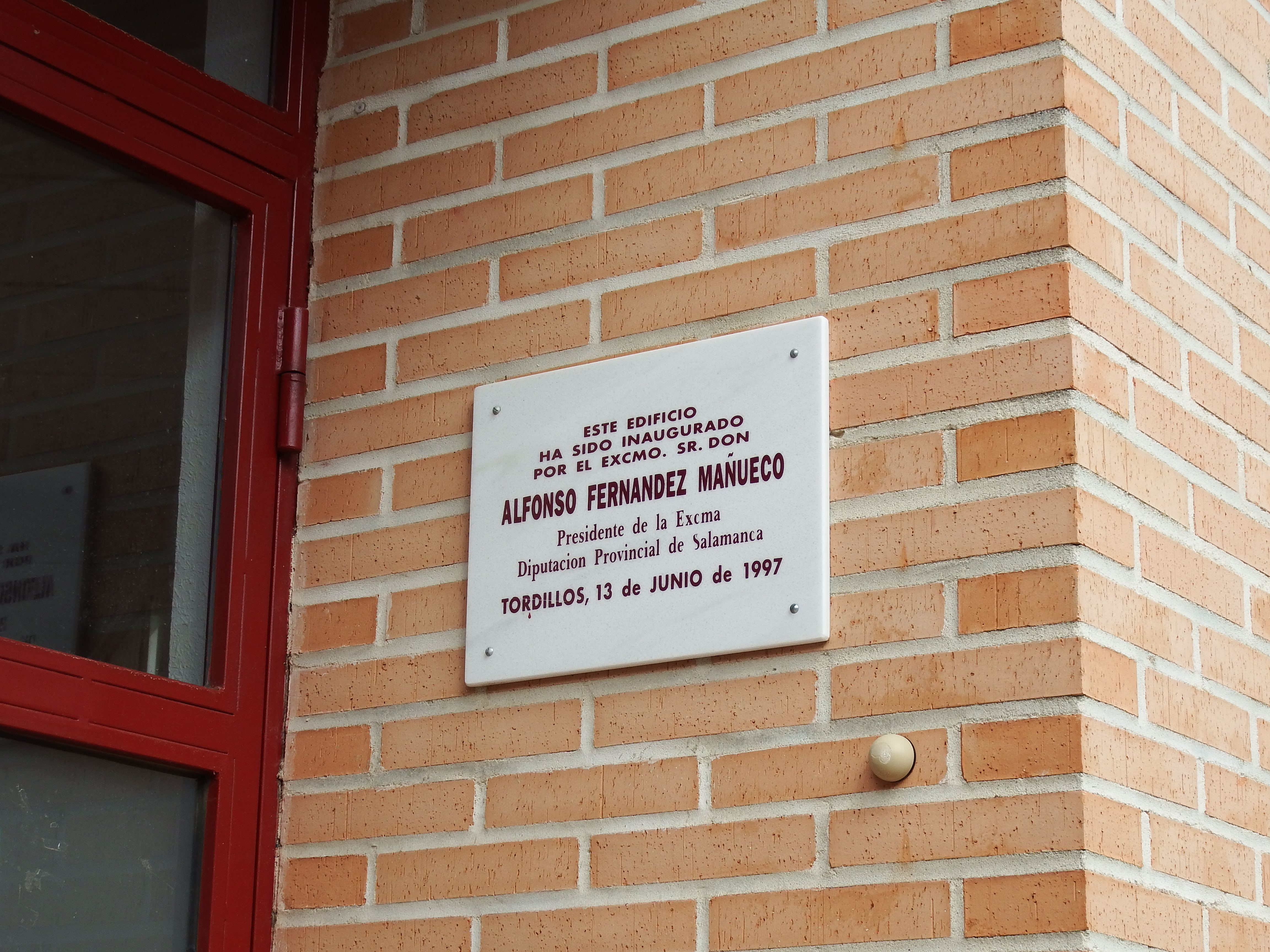
Fernández fue presidente de la Diputación de Salamanca entre 1996 y 2001.

En las elecciones municipales de 1995 fue elegido concejal del Ayuntamiento de Salamanca. A los pocos días, es nombrado diputado provincial en Salamanca por la comarca de Salamanca. Allí, desempeñaría además el puesto de vicepresidente de la Diputación de Salamanca y diputado de Infraestructuras. Un año más tarde, en 1996, es nombrado presidente de la Diputación de Salamanca por el pleno.
En 1999, es reelegido como concejal de la ciudad, presidente provincial y diputado provincial, manteniendo los tres puestos hasta el 19 de marzo de 2001. Ese día es nombrado consejero de Presidencia y Administración Territorial de la Junta de Castilla y León, dimitiendo de los otros tres puestos anteriores en los días siguientes.
En las elecciones autonómicas de 2003 consigue un escaño en las Cortes de Castilla y León, siendo nombrado procurador por la provincia de Salamanca. Mantiene, en la nueva legislatura, el cargo de consejero de Presidencia y Administración Territorial de Castilla y León.
Tras las elecciones autonómicas de 2007, revalida su escaño de procurador, y deja la cartera de Presidencia y Administración Territorial para pasar a ocupar la consejería de Interior y Justicia de la Junta de Castilla y León. El 13 de diciembre de 2010 anuncia su precandidatura a la alcaldía de Salamanca para las elecciones municipales de 2011. Para centrarse en preparar esta campaña electoral, dimite como consejero autonómico el 28 de abril de 2011, manteniéndose como procurador autonómico.
En las elecciones municipales de 2011, es elegido concejal y el 11 de junio de ese año, alcalde de Salamanca. En las elecciones autonómicas de ese año también revalida su acta de procurador autonómico, que compatibiliza con la concejalía y la alcaldía de la capital charra.
En 2015, en las elecciones autonómicas de nuevo es elegido procurador autonómico por la provincia de Salamanca. En las elecciones municipales, es elegido concejal nuevamente. Tras un acuerdo con otros concejales de la ciudad, logra su segunda investidura como alcalde de la ciudad, que se produce el 13 de junio.
El 5 de diciembre de 2018, a fin de prepararse para concurrir como precandidato a las elecciones autonómicas de 2019, renuncia a sus cargos de concejal y de alcalde de la ciudad de Salamanca, con efecto desde el 12 de diciembre siguiente, manteniendo su cargo de procurador autonómico. En las elecciones a las Cortes de 2019 revalida su acta de procurador autonómico. El 9 de julio de ese año, Alfonso Fernández se convirtió en el séptimo presidente de Castilla y León al lograr la confianza de 41 de los 81 procuradores de la asamblea regional, siendo investido en primera votación.
El 20 de diciembre de 2021, Fernández convocó una reunión extraordinaria y urgente de la Junta de Castilla y León, tras la cual decretó la disolución de las Cortes de Castilla y León y la convocatoria de elecciones anticipadas para el 13 de febrero del año siguiente. Tras estas elecciones, logró revalidar su acta de procurador autonómico en las Cortes de Castilla y León por la provincia de Salamanca. El 11 de abril de 2022, Fernández revalidó la confianza de las Cortes de Castilla y León para continuar como presidente de Castilla y León, al lograr 44 de los 81 votos de los procuradores regionales en primera votación.
Acepta la petición de Vox de eliminar las referencias a la Agenda 2030 de la Educación Ambiental de Castilla y León.

### Carrera política de partido
En cuanto a su carrera política en el Partido Popular, Ya con 18 años se afilió a Nuevas Generaciones del Partido Popular. En 1993 es nombrado secretario general del PP en la provincia de Salamanca, puesto que ocuparía hasta 2001. En octubre de 2002 es nombrado número dos del PP de Castilla y León, al ser nombrado secretario general del PP de Castilla y León. En la actualidad, es presidente del Comité Nacional de Derechos y Garantías por el congreso nacional del Partido Popular, donde también intervino en la redacción de una de las ponencias. En el primer proceso de primarias de la historia del Partido Popular de Castilla y León, Fernández se impuso al otro candidato, Antonio Silván, con casi el 70 % del apoyo de los militantes de la región y una diferencia superior a 15 puntos con respecto al citado oponente por lo que, según los nuevos estatutos del PP nacional, aprobados en el XVIII Congreso Nacional, en Madrid, fue candidato único en el XIII congreso regional del PP de Castilla y León, que tuvo lugar el 1 de abril de 2017 en el Auditorio Miguel Delibes de Valladolid. Allí consiguió el 91 % de los apoyos.
Hijo del alcalde franquista de la ciudad entre 1969 y 1971, Mañueco se negó en diversas ocasiones a cumplir la Ley 52/2007, de 26 de diciembre, por la que se reconocen y amplían derechos y se establecen medidas en favor de quienes padecieron persecución o violencia durante la guerra civil y la dictadura, y a retirar el medallón del dictador Francisco Franco de la fachada del Pabellón del Príncipe de la plaza Mayor de Salamanca. Una resolución de la Comisión de Patrimonio Cultural de la Junta de Castilla y León ordenó su retirada por la fuerza en 2017 en contra del criterio de Fernández, resolución que determinó que el elemento no estaba cubierto por ningún tipo de excepción de la Ley de Memoria Histórica, como sostenía Fernández.

## Cargos políticos

### Ejecutivos
- Vicepresidente de la Diputación de Salamanca y Diputado de Infraestructuras (1995-1996).
- Presidente de la Diputación de Salamanca (1996-2001).
- Consejero de Presidencia y Administración Territorial de la Junta de Castilla y León (2001-2007).
- Consejero de Interior y Justicia de la Junta de Castilla y León (2007-2011).
- Alcalde de Salamanca (2011-2018).
- Presidente de la Junta de Castilla y León (2019-).

### Legislativos
- Concejal del Ayuntamiento de Salamanca (1995-2001) y (2011-2018).
- Diputado provincial de Salamanca (1995-2001).
- Procurador en las Cortes de Castilla y León (2003-).